# Landspokalturneringen (volleyboll, damer)
Landspokalturneringen är en cupturneringen i volleyboll för damer i Danmark. Tävlingen organiseras av Volleyball Danmark.

## Resultat per år
| Upplaga                 | Upplaga               | Podium            | Podium                                    | Podium               |
| Säsong                  | Spelplats för finalen | Mästare           | Matchresultat                             | Finalist             |
| ----------------------- | --------------------- | ----------------- | ----------------------------------------- | -------------------- |
| 1976-77 mer information | -                     | ASV               | -                                         | Gladsaxe VK          |
| 1977-78 mer information | -                     | ASV               | -                                         | Gladsaxe VK          |
| 1978-79 mer information | -                     | Helsingør KFUM    | -                                         | Skødstrup SF         |
| 1979-80 mer information | -                     | Helsingør KFUM    | -                                         | -                    |
| 1980-81 mer information | -                     | Helsingør KFUM    | -                                         | -                    |
| 1981-82 mer information | -                     | ASV               | -                                         | -                    |
| 1982-83 mer information | -                     | Helsingør KFUM    | -                                         | Gladsaxe VK          |
| 1983-84 mer information | -                     | Helsingør KFUM    | -                                         | -                    |
| 1984-85 mer information | -                     | Helsingør KFUM    | -                                         | -                    |
| 1985-86 mer information | -                     | Helsingør KFUM    | -                                         | BVC Esbjerg          |
| 1986-87 mer information | -                     | Helsingør KFUM    | -                                         | Holte IF             |
| 1987-88 mer information | -                     | Holte IF          | -                                         | Slagelse VK          |
| 1988-89 mer information | -                     | Holte IF          | -                                         | ASV                  |
| 1989-90 mer information | -                     | ASV               | -                                         | Holte IF             |
| 1990-91 mer information | -                     | ASV               | -                                         | Holte IF             |
| 1991-92 mer information | -                     | VK Fortuna Odense | -                                         | Holte IF             |
| 1992-93 mer information | -                     | Holte IF          | -                                         | VK Fortuna Odense    |
| 1993-94 mer information | -                     | Holte IF          | -                                         | VK Fortuna Odense    |
| 1994-95 mer information | -                     | Holte IF          | -                                         | VK Fortuna Odense    |
| 1995-96 mer information | -                     | VK Fortuna Odense | -                                         | Frederiksberg Volley |
| 1996-97 mer information | -                     | Holte IF          | -                                         | Gentofte Volley      |
| 1997-98 mer information | -                     | Holte IF          | -,                                        | DHG Volley           |
| 1998-99 mer information | -                     | DHG Volley        | -                                         | Holte IF             |
| 1999-00 mer information | -                     | Holte IF          | -                                         | DHG Volley           |
| 2000-01 mer information | -                     | DHG Volley        | -                                         | Holte IF             |
| 2001-02 mer information | -                     | DHG Volley        | -                                         | Aalborg HIK          |
| 2002-03 mer information | -                     | Holte IF          | -                                         | DHG Volley           |
| 2003-04 mer information | -                     | DHG Volley        | -                                         | Holte IF             |
| 2004-05 mer information | -                     | Lyngby Volley     | -                                         | Aalborg HIK          |
| 2005-06 mer information | -                     | VK Fortuna Odense | -                                         | ASV                  |
| 2006-07 mer information | -                     | VK Fortuna Odense | -                                         | Gentofte Volley      |
| 2007-08 mer information | -                     | VK Fortuna Odense | -                                         | Lyngby Volley        |
| 2008-09 mer information | -                     | Holte IF          | -                                         | VK Fortuna Odense    |
| 2009-10 mer information | Holte                 | VK Fortuna Odense | 3 - 0 (25-21, 25-19, 25-20)               | Holte IF             |
| 2010-11 mer information | Odense                | VK Fortuna Odense | 3 - 2 (15-25, 25-23, 24-26, 25-23, 17-15) | Holte IF             |
| 2011-12 mer information | Odense                | Brøndby VK        | 3 - 2 (23-25, 25-23, 17-25, 25-21, 15-10) | Holte IF             |
| 2012-13 mer information | Odense                | Holte IF          | 3 - 0 (28-26, 25-20, 25-16)               | Brøndby VK           |
| 2013-14 mer information | Odense                | Holte IF          | 3 - 0 (25-16, 25-14, 25-20)               | Frederiksberg Volley |
| 2014-15 mer information | Frederiksberg         | Brøndby VK        | 3 - 1 (26-24, 19-25, 25-20, 25-19)        | Holte IF             |
| 2015-16 mer information | Frederiksberg         | Brøndby VK        | 3 - 0 (25-17, 25-21, 25-23)               | Holte IF             |
| 2016-17 mer information | Frederiksberg         | Brøndby VK        | 3 - 2 (22-25, 27-25, 20-25, 25-19, 15-9)  | Holte IF             |
| 2017-18 mer information | Frederiksberg         | Holte IF          | 3 - 0 (25-22, 25-22, 25-20)               | Brøndby VK           |
| 2018-19 mer information | Brøndby               | Brøndby VK        | 3 - 2 (25-21, 25-20, 13-25, 16-25, 19-17) | Holte IF             |
| 2019-20 mer information | Aarhus                | Holte IF          | 3 - 0 (25-19, 25-14, 25-16)               | ASV Elite            |
| 2020-21 mer information | Aarhus                | Holte IF          | 3 - 1 (25-19, 25-20, 19-25, 25-20)        | Brøndby VK           |
| 2021-22 mer information | Aarhus                | Brøndby VK        | 3 - 0 (26-24, 25-16, 25-21)               | Holte IF             |